# RIAA-certificatie
RIAA-certificatie is de certificatie die geschiedt door de Amerikaanse Recording Industry Association of America (RIAA). De RIAA geeft de certificaten uit op basis van het aantal verkochte albums, singles en relevante mediadragers. Sommige landen hebben daarvoor een eigen vereniging. Zo heeft Nederland de branchevereniging NVPI.
De RIAA deelt niet zomaar onderscheidingen uit. De platenmaatschappij kan tegen een bepaald tarief de RIAA laten onderzoeken hoeveel albums of singles er verkocht zijn. Vaak gebeurt dit door het bekijken van het aantal geleverde exemplaren aan bijvoorbeeld winkels, consumenten en uitgaansgelegenheden. Geleverde exemplaren die potentieel teruggestuurd worden, kunnen niet worden meegeteld.
Nielsen SoundScan houdt zich ook bezig met dergelijke tellingen, voor hitlijsten van bijvoorbeeld Billboard. Deze cijfers worden echter niet gebruikt door de RIAA, in tegenstelling tot wat over het algemeen wordt aangenomen. De RIAA bestond al voor Nielsen SoundScan en de RIAA telt ook een redelijk aantal exemplaren die Nielsen over het hoofd ziet. Voor de oprichting van Nielsen SoundScan was de RIAA-certificatie het enige officiële systeem voor het onderzoeken van verkochte exemplaren. Nog steeds is dit het enige systeem dat het aantal verkochte exemplaren precies weet te achterhalen.

## Typen certificatie

### Single
Een single mag maximaal vier nummers bevatten, waarvan één de titel van de single draagt. Vanaf multi-platinum (meervoudig platina) krijgt het de single elke miljoen verkochte exemplaren een nieuwe certificatie. Dit geldt ook voor andere mediadragers. Dit zijn de onderscheidingen voor singles, gebaseerd op aantal verkochte exemplaren:
- 500.000 exemplaren: Gold single
- 1.000.000 exemplaren: Platinum single
- 2.000.000 exemplaren: Multi-Platinum single
- 10.000.000 exemplaren: Diamond single

### Ep
Tussen de single en het album heb je ook nog de ep. De inhoud is te lang voor een single, maar te kort om een volwaardig album genoemd te worden. Ook ep's worden door de RIAA gecertificeerd. De ep moet volgens de RIAA bestaan uit minstens drie, maar maximaal vijf verschillende nummers. Ook moet de ep gemiddeld minstens 30 minuten lang zijn. Dit zijn de onderscheidingen voor ep's:
- 500.000 exemplaren: Gold EP
- 1.000.000 exemplaren: Platinum EP
- 2.000.000 exemplaren: Multi-Platinum EP
- 10.000.000 exemplaren: Diamond EP

### Album
Albums krijgen soms meerdere versies. Sommige albums kennen zowel een "gewone" als een luxe versie, en soms verschilt de inhoud van het album per land. Bij dergelijke kleine afwijkingen mogen deze exemplaren bij elkaar opgeteld worden voor één certificatie. Er worden soms ook extra's op een muziek-cd gezet, bijvoorbeeld een videoclip die te bekijken is door gebruik van een computer. Zolang 75% van het album uit geluidsopnames bestaat, tellen deze albums ook gewoon mee. Dit zijn de onderscheidingen voor albums:
- 500.000 exemplaren: Gold album
- 1.000.000 exemplaren: Platinum album
- 2.000.000 exemplaren: Multi-Platinum album
- 10.000.000 exemplaren: Diamond album

De volgende onderscheidingen worden alleen uitgereikt als het album voor meer dan de helft in het Spaans opgenomen is:
- 100.000 exemplaren: Oro album
- 200.000 exemplaren: Platino album
- 400.000 exemplaren: Multi-Platino album

Voor albums met meerdere cd's worden alle cd's apart meegeteld, mits ze samen langer dan 100 minuten aan opnames bevatten. Een dubbel-cd telt dus als twee verkochte cd's, als de totale speelduur meer dan 100 minuten is. Van een dubbel-cd hoeven dus maar 5.000.000 exemplaren verkocht te worden om als Diamond album gecertificeerd te worden.

### Music Video Single
Ook singles met videoclips kunnen worden gecertificeerd. Deze mogen niet meer dan twee nummers per video bevatten. Er mag maximaal 15 minuten aan beeldmateriaal op staan. De onderscheidingen voor dergelijke videosingles zijn als volgt:
- 25.000 exemplaren: Gold music video single
- 50.000 exemplaren: Platinum music video single
- 100.000 exemplaren: Multi-Platinum music video single

## Statistieken

### Beste verkopende artiesten (albums)
| Artiest                                   | Exemplaren (in miljoenen) |
| ----------------------------------------- | ------------------------- |
| The Beatles                               | 178                       |
| Garth Brooks                              | 136                       |
| Elvis Presley                             | 135,5                     |
| Led Zeppelin                              | 111,5                     |
| Eminem                                    | 105,5                     |
| Eagles                                    | 101                       |
| Billy Joel                                | 81,5                      |
| Michael Jackson                           | 76                        |
| Pink Floyd                                | 75                        |
| Elton John                                | 73,5                      |
| Barbra Streisand                          | 72,5                      |
| AC/DC                                     | 72                        |
| George Strait                             | 69                        |
| The Rolling Stones                        | 66,5                      |
| Aerosmith                                 | 66,5                      |
| Bruce Springsteen                         | 64,5                      |
| Madonna                                   | 64,5                      |
| Mariah Carey                              | 64                        |
| Metallica                                 | 62                        |
| Whitney Houston                           | 57                        |
| Van Halen                                 | 56,5                      |
| U2                                        | 52                        |
| Kenny Rogers                              | 51                        |
| Céline Dion                               | 50                        |
| Fleetwood Mac                             | 49,5                      |
| Neil Diamond                              | 48                        |
| Shania Twain                              | 48                        |
| Kenny G                                   | 48                        |
| Journey                                   | 47                        |
| Alabama                                   | 46                        |
| Guns N' Roses                             | 44,5                      |
| Santana                                   | 43,5                      |
| Bob Seger and the Silver Bullet Band      | 43,5                      |
| Alan Jackson                              | 43,5                      |
| Eric Clapton                              | 42,5                      |
| 2Pac                                      | 41,5                      |
| Reba McEntire                             | 41                        |
| Prince                                    | 39,5                      |
| Chicago                                   | 38,5                      |
| Simon & Garfunkel                         | 38,5                      |
| Rod Stewart                               | 38                        |
| Tim McGraw                                | 37,5                      |
| Foreigner                                 | 37,5                      |
| Backstreet Boys                           | 37                        |
| Bob Dylan                                 | 37                        |
| Def Leppard                               | 35                        |
| Willie Nelson                             | 35                        |
| Bon Jovi                                  | 34,5                      |
| Queen                                     | 34,5                      |
| Britney Spears                            | 34                        |
| R. Kelly                                  | 33,5                      |
| Phil Collins                              | 33,5                      |
| Dave Matthews Band                        | 33,5                      |
| John Denver                               | 33                        |
| James Taylor                              | 33                        |
| The Doors                                 | 33                        |
| Pearl Jam                                 | 31,5                      |
| Boston                                    | 31                        |
| Dixie Chicks                              | 30,5                      |
| Linda Ronstadt                            | 30                        |
| Jay-Z                                     | 29                        |
| Ozzy Osbourne                             | 28,75                     |
| Mannheim Steamroller                      | 28,5                      |
| 'N Sync                                   | 28                        |
| Lynyrd Skynyrd                            | 28                        |
| Michael Bolton                            | 28                        |
| Barry Manilow                             | 27,5                      |
| Brooks & Dunn                             | 27,5                      |
| John Mellencamp                           | 27,5                      |
| Bee Gees                                  | 27                        |
| Boyz II Men                               | 27                        |
| Frank Sinatra                             | 27                        |
| Enya                                      | 26,5                      |
| Janet Jackson                             | 26                        |
| Creedence Clearwater Revival              | 26                        |
| Faith Hill                                | 25,5                      |
| Taylor Swift                              | 25,5                      |
| Kenny Chesney                             | 25,5                      |
| ZZ Top                                    | 25                        |
| Luther Vandross                           | 25                        |
| Rush                                      | 25                        |
| Nirvana                                   | 25                        |
| Mötley Crüe                               | 25                        |
| Creed                                     | 25                        |
| Steve Miller Band                         | 24,5                      |
| The Carpenters                            | 24,5                      |
| Vince Gill                                | 24                        |
| Green Day                                 | 24                        |
| Kid Rock & The Twisted Brown Trucker Band | 23,5                      |
| Jimi Hendrix                              | 23,5                      |
| Sade                                      | 23,5                      |
| Earth, Wind and Fire                      | 23,5                      |
| The Cars                                  | 23,5                      |
| Lionel Richie                             | 23                        |
| Beastie Boys                              | 23                        |
| Jimmy Buffett                             | 23                        |
| Red Hot Chili Peppers                     | 23                        |
| Usher                                     | 22,5                      |
| The Beach Boys                            | 22,5                      |
| The Police                                | 22,5                      |
| Heart                                     | 22,5                      |

### Meeste Gold- en Platinumcertificeringen
De artiest met de meeste gouden en platina certificeringen is Elvis Presley.
| Artiest                       | Gold | Platinum | Multi-Platinum |
| ----------------------------- | ---- | -------- | -------------- |
| AC/DC                         | 19   | 19       | 11             |
| Aerosmith                     | 25   | 18       | 12             |
| Alabama                       | 22   | 20       | 10             |
| The Beach Boys                | 20   | 9        | 6              |
| The Beatles                   | 45   | 39       | 24             |
| Garth Brooks                  | 15   | 15       | 14             |
| Jimmy Buffett                 | 17   | 9        | 3              |
| Johnny Cash                   | 18   | 10       | 5              |
| Chicago                       | 22   | 18       | 8              |
| Eric Clapton                  | 24   | 12       | 8              |
| John Denver                   | 20   | 13       | 7              |
| Neil Diamond                  | 39   | 21       | 11             |
| The Doors                     | 18   | 14       | 5              |
| Bob Dylan                     | 36   | 16       | 5              |
| Grateful Dead                 | 19   | 6        | 4              |
| Jimi Hendrix                  | 17   | 9        | 6              |
| Isley Brothers                | 15   | 10       | 3              |
| Alan Jackson                  | 16   | 14       | 8              |
| Jefferson Airplane/Starship   | 20   | 5        | 1              |
| Jethro Tull                   | 15   | 3        | 1              |
| Billy Joel                    | 18   | 17       | 12             |
| Elton John                    | 37   | 26       | 12             |
| R. Kelly                      | 13   | 12       | 9              |
| Kenny G                       | 15   | 11       | 8              |
| Kiss                          | 24   | 10       | 2              |
| Led Zeppelin                  | 18   | 17       | 13             |
| Linkin Park                   | 6    | 6        | 3              |
| Lynyrd Skynyrd                | 19   | 13       | 7              |
| Madonna                       | 17   | 17       | 12             |
| Barry Manilow                 | 23   | 13       | 6              |
| Mannheim Steamroller          | 17   | 7        | 4              |
| Johnny Mathis                 | 16   | 6        | 2              |
| Reba McEntire                 | 24   | 18       | 8              |
| John Mellencamp               | 15   | 12       | 5              |
| Willie Nelson                 | 22   | 16       | 7              |
| Tom Petty & The Heartbreakers | 15   | 8        | 5              |
| Pink Floyd                    | 18   | 15       | 12             |
| Elvis Presley                 | 97   | 55       | 26             |
| Prince                        | 23   | 16       | 7              |
| Queen                         | 18   | 11       | 6              |
| Kenny Rogers                  | 30   | 19       | 8              |
| The Rolling Stones            | 42   | 28       | 11             |
| Linda Ronstadt                | 17   | 13       | 7              |
| Rush                          | 24   | 14       | 3              |
| Santana                       | 20   | 10       | 7              |
| Frank Sinatra                 | 33   | 10       | 3              |
| Bruce Springsteen             | 19   | 16       | 10             |
| Rod Stewart                   | 26   | 18       | 10             |
| George Strait                 | 35   | 32       | 13             |
| Barbra Streisand              | 50   | 30       | 13             |
| James Taylor                  | 19   | 14       | 5              |
| The Temptations               | 19   | 6        | 1              |
| U2                            | 15   | 15       | 11             |
| Luther Vandross               | 18   | 15       | 7              |
| The Who                       | 18   | 10       | 5              |
| Hank Williams sr.             | 22   | 8        | 1              |
| Neil Young                    | 18   | 7        | 3              |

### Diamond-onderscheidingen
| Artiest                                                               | Uitgebracht | Exemplaren (in miljoenen) | ♦ / ▲ Diamond / Platinum |
| --------------------------------------------------------------------- | ----------- | ------------------------- | ------------------------ |
| Pink Floyd - The Wall                                                 | 28/11/1979  | 23                        | 2♦ / 3▲                  |
| Led Zeppelin - Led Zeppelin IV                                        | 08/11/1971  | 23                        | 2♦ / 3▲                  |
| Billy Joel - Greatest Hits Volume I & Volume II                       | 28/06/1985  | 21                        | 2♦ / ▲                   |
| AC/DC - Back in Black                                                 | 21/07/1980  | 21                        | 2♦ / ▲                   |
| Garth Brooks - Double Live                                            | 17/11/1998  | 21                        | 2♦ / ▲                   |
| Shania Twain - Come on Over                                           | 04/11/1997  | 20                        | 2♦                       |
| The Beatles - The Beatles (The White Album)                           | 25/11/1968  | 19                        | ♦ / 9▲                   |
| Fleetwood Mac - Rumours                                               | 04/02/1977  | 19                        | ♦ / 9▲                   |
| Whitney Houston - The Bodyguard: Original Soundtrack Album            | 17/11/1992  | 17                        | ♦ / 7▲                   |
| Boston - Boston                                                       | 25/08/1976  | 17                        | ♦ / 7▲                   |
| Hootie & the Blowfish - Cracked Rear View                             | 05/07/1994  | 16                        | ♦ / 6▲                   |
| Elton John - Greatest Hits                                            | 04/11/1974  | 16                        | ♦ / 6▲                   |
| Eagles - Hotel California                                             | 08/11/1976  | 16                        | ♦ / 6▲                   |
| Alanis Morissette - Jagged Little Pill                                | 13/06/1995  | 16                        | ♦ / 6▲                   |
| Garth Brooks - No Fences                                              | 27/08/1990  | 16                        | ♦ / 6▲                   |
| Led Zeppelin - Physical Graffiti                                      | 03/03/1975  | 16                        | ♦ / 6▲                   |
| The Beatles - The Beatles 1967 - 1970                                 | 02/04/1973  | 16                        | ♦ / 6▲                   |
| Bruce Springsteen - Born in the U.S.A.                                | 01/06/1984  | 15                        | ♦ / 5▲                   |
| Pink Floyd - The Dark Side of the Moon                                | 17/04/1973  | 15                        | ♦ / 5▲                   |
| The Bee Gees - Saturday Night Fever (soundtrack)                      | 07/01/1977  | 15                        | ♦ / 5▲                   |
| Santana - Supernatural                                                | 15/06/1999  | 15                        | ♦ / 5▲                   |
| The Beatles - The Beatles 1962 - 1966                                 | 02/04/1973  | 15                        | ♦ / 5▲                   |
| Guns N' Roses - Appetite for Destruction                              | 21/07/1987  | 15                        | ♦ / 5▲                   |
| Britney Spears - ...Baby One More Time                                | 12/01/1999  | 14                        | ♦ / 4▲                   |
| Backstreet Boys - Backstreet Boys                                     | 21/08/1997  | 14                        | ♦ / 4▲                   |
| Meat Loaf - Bat Out of Hell                                           | 30/01/1977  | 14                        | ♦ / 4▲                   |
| Journey - Greatest Hits                                               | 11/11/1988  | 14                        | ♦ / 4▲                   |
| Metallica - Metallica                                                 | 02/08/1991  | 14                        | ♦ / 4▲                   |
| Garth Brooks - Ropin' The Wind                                        | 02/09/1991  | 14                        | ♦ / 4▲                   |
| Simon & Garfunkel - Simon & Garfunkel's Greatest Hits                 | 20/06/1972  | 14                        | ♦ / 4▲                   |
| Bruce Springsteen - Bruce Springsteen & E Street Band Live 1975 - '85 | 07/11/1986  | 13                        | ♦ / 3▲                   |
| Steve Miller Band - Greatest Hits 1974-1978                           | 15/11/1978  | 13                        | ♦ / 3▲                   |
| Backstreet Boys - Millennium                                          | 18/05/1999  | 13                        | ♦ / 3▲                   |
| Prince & The Revolution - Purple Rain                                 | 25/06/1984  | 13                        | ♦ / 3▲                   |
| Whitney Houston - Whitney Houston                                     | 21/02/1985  | 13                        | ♦ / 3▲                   |
| Meerdere artiesten - Forrest Gump (soundtrack)                        | 17/06/1994  | 12                        | ♦ / 2▲                   |
| The Rolling Stones - Hot Rocks                                        | 15/12/1971  | 12                        | ♦ / 2▲                   |
| Def Leppard - Hysteria                                                | 03/08/1987  | 12                        | ♦ / 2▲                   |
| Boyz II Men - II                                                      | 23/08/1994  | 12                        | ♦ / 2▲                   |
| Kenny Rogers - Greatest Hits                                          | 18/10/1980  | 12                        | ♦ / 2▲                   |
| Led Zeppelin - Led Zeppelin II                                        | 22/10/1969  | 12                        | ♦ / 2▲                   |
| Lauryn Hill - The Miseducation of Lauryn Hill                         | 25/08/1998  | 12                        | ♦ / 2▲                   |
| Phil Collins - No Jacket Required                                     | 15/04/1985  | 12                        | ♦ / 2▲                   |
| Jewel - Pieces of You                                                 | 13/02/1995  | 12                        | ♦ / 2▲                   |
| Bon Jovi - Slippery When Wet                                          | 18/08/1986  | 12                        | ♦ / 2▲                   |
| Shania Twain - The Woman In Me                                        | 07/02/1995  | 12                        | ♦ / 2▲                   |
| Matchbox Twenty - Yourself or Someone Like You                        | 16/09/1996  | 12                        | ♦ / 2▲                   |
| Kenny G - Breathless                                                  | 20/10/1992  | 12                        | ♦ / 2▲                   |
| The Beatles - Abbey Road                                              | 01/10/1969  | 12                        | ♦ / 2▲                   |
| Dixie Chicks - Wide Open Spaces                                       | 23/01/1998  | 12                        | ♦ / 2▲                   |
| 2Pac - All Eyes On Me                                                 | 13/02/1996  | 12                        | ♦ / 2▲                   |
| Meerdere artiesten - Titanic (soundtrack)                             | 07/11/1997  | 11                        | ♦ / ▲                    |
| TLC - Crazy Sexy Cool                                                 | 15/11/1994  | 11                        | ♦ / ▲                    |
| Kid Rock - Devil Without a Cause                                      | 04/08/1998  | 11                        | ♦ / ▲                    |
| Meerdere artiesten - Dirty Dancing (soundtrack)                       | 04/08/1987  | 11                        | ♦ / ▲                    |
| Shania Twain - Up!                                                    | 19/11/2002  | 11                        | ♦ / ▲                    |
| Eagles - Eagles Greatest Hits Volume II                               | 22/10/1982  | 11                        | ♦ / ▲                    |
| Céline Dion - Falling Into You                                        | 02/03/1996  | 11                        | ♦ / ▲                    |
| Led Zeppelin - Houses of the Holy                                     | 28/03/1973  | 11                        | ♦ / ▲                    |
| Creed - Human Clay                                                    | 28/09/1999  | 11                        | ♦ / ▲                    |
| James Taylor - James Taylor's Greatest Hits                           | 29/10/1976  | 11                        | ♦ / ▲                    |
| 'N Sync - No Strings Attached                                         | 21/03/2000  | 11                        | ♦ / ▲                    |
| The Beatles - Sgt. Peppers Lonely Hearts Club Band                    | 02/06/1967  | 11                        | ♦ / ▲                    |
| OutKast - Speakerboxxx/The Love Below                                 | 23/09/2003  | 11                        | ♦ / ▲                    |
| Madonna - The Immaculate Collection                                   | 13/11/1990  | 10                        | ♦                        |
| Madonna - Like a Virgin                                               | 12/11/1984  | 10                        | ♦                        |
| No Doubt - Tragic Kingdom                                             | 06/10/1995  | 10                        | ♦                        |
| Dixie Chicks - Fly                                                    | 31/08/1999  | 10                        | ♦                        |
| Patsy Cline - Greatest Hits                                           | 14/02/1973  | 10                        | ♦                        |
| Tom Petty & The Heartbreakers - Greatest Hits                         | 16/11/1993  | 10                        | ♦                        |
| Linkin Park - Hybrid Theory                                           | 24/10/2000  | 10                        | ♦                        |
| Led Zeppelin - Led Zeppelin                                           | 08/10/1990  | 10                        | ♦                        |
| Bob Marley & The Wailers - Legend                                     | 24/07/1984  | 10                        | ♦                        |
| Céline Dion - Let's Talk About Love                                   | 05/11/1997  | 10                        | ♦                        |
| George Michael - Faith                                                | 30/10/1987  | 10                        | ♦                        |
| ZZ Top - Eliminator                                                   | 23/03/1983  | 10                        | ♦                        |
| Green Day - Dookie                                                    | 01/02/1994  | 10                        | ♦                        |
| Nirvana - Nevermind                                                   | 24/09/1991  | 10                        | ♦                        |